# Karl-Heinz Gursky
Karl-Heinz Gursky (* 26. Februar 1943 in Duisburg; † 12. Juni 2021) war ein deutscher Jurist und Hochschullehrer an der Universität Osnabrück.

## Leben
Gursky studierte ab 1962 Rechtswissenschaften an den Universitäten Köln, Kiel und Bonn. 1966 beendete er sein Studium mit dem Ersten Juristischen Staatsexamen. 1970 legte er sein Zweites Staatsexamen ab. Bereits im Jahr zuvor hatte er in Köln bei Uwe Diederichsen seine Promotion abgeschlossen. In der Folge arbeitete er bei Diederichsen, der inzwischen an die Universität Göttingen gewechselt war, als wissenschaftlicher Assistent. Unter Diederichsen habilitierte Gursky sich 1977 auch.
Zum Sommersemester 1979 trat Gursky seine erste ordentliche Professur an der Universität Bonn an. Ab dem Wintersemester 1980/81 hatte er bis zu seiner Emeritierung den Lehrstuhl für Bürgerliches Recht, Handels- und Wirtschaftsrecht an der Universität Osnabrück inne.

## Werke (Auswahl)
- Das fehlerhafte Ausscheiden eines Gesellschafters aus einer Personengesellschaft. Universitätsverlag, Köln 1969. (Dissertation)
- Aufgedrängte Bereicherung. ungedruckt, 1977. (Habilitationsschrift)
- Wertpapierrecht. 3. Auflage. C.F. Müller, Heidelberg 2007, ISBN 978-3-8114-3536-0.
- Klausurenkurs im Sachenrecht. 12. Auflage. C.F. Müller, Heidelberg 2008, ISBN 978-3-8114-9209-7.
- Erbrecht. 6. Auflage. C.F. Müller, Heidelberg 2010, ISBN 978-3-8114-9648-4.
- Harm Peter Westermann, Dieter Eickmann & Karl-Heinz Gursky: Sachenrecht. 8. Auflage. C.F. Müller, Heidelberg 2011, ISBN 978-3-8114-7810-7.
- 20 Probleme aus dem Sachenrecht. 8. Auflage. Vahlen, München 2014, ISBN 978-3-8006-4694-4.
- 20 Probleme aus dem Eigentümer-Besitzer-Verhältnis. 9. Auflage. Vahlen, München 2015, ISBN 978-3-8006-4693-7.
- 20 Probleme aus dem Bereicherungsrecht. 7. Auflage. Vahlen, München 2015, ISBN 978-3-8006-4699-9.

Bekannt ist Gursky auch durch seine Kommentierung eines großen Teils des Sachenrechts im Großkommentar Staudinger.